# Goiás
För andra betydelser, se Goiás (olika betydelser).
Goiás ([ɡojˈjas]
 ( lyssna)) är en delstat i centrala Brasilien. Invånarantalet är cirka 6,5 miljoner, på en yta av lite mer än 340 000 kvadratkilometer. En stor del av befolkningen bor i och runt delstatens huvudstad, Goiânia, samt runt landets huvudstad Brasília, som till största delen (förutom ett litet hörn mot Minas Gerais) ligger som en enklav i delstatens östra del. Större städer i Goiás är bland annat Águas Lindas de Goiás, Anápolis, Aparecida de Goiânia, Luziânia, Rio Verde, Trindade och Valparaíso de Goiás. Staten har 3,3% av den brasilianska befolkningen och producerar 2,7% av landets BNP.
Viktiga näringar är jordbruk och boskapsskötsel, gruvor, liksom livsmedels- och metallindustri.

## Historia
Äventyrare från Minas Gerais drog in i regionen 1682, mötte goyazindianer och återvände med guld och slavar. Under 1700-talet pågick kort en guldrush. År 1889 blev Goiás delstat i Brasilien. Under 1950-talet planerades staden Brasilia och den och dess omgivning bröts ut ur Goiás. Ungefär samtidigt upplevde jordbruket en högkonjunktur, baserad på produktion av sockerrör och soja. 1989 delades delstaten. Den norra delen bildade den nya delstaten Tocantins.

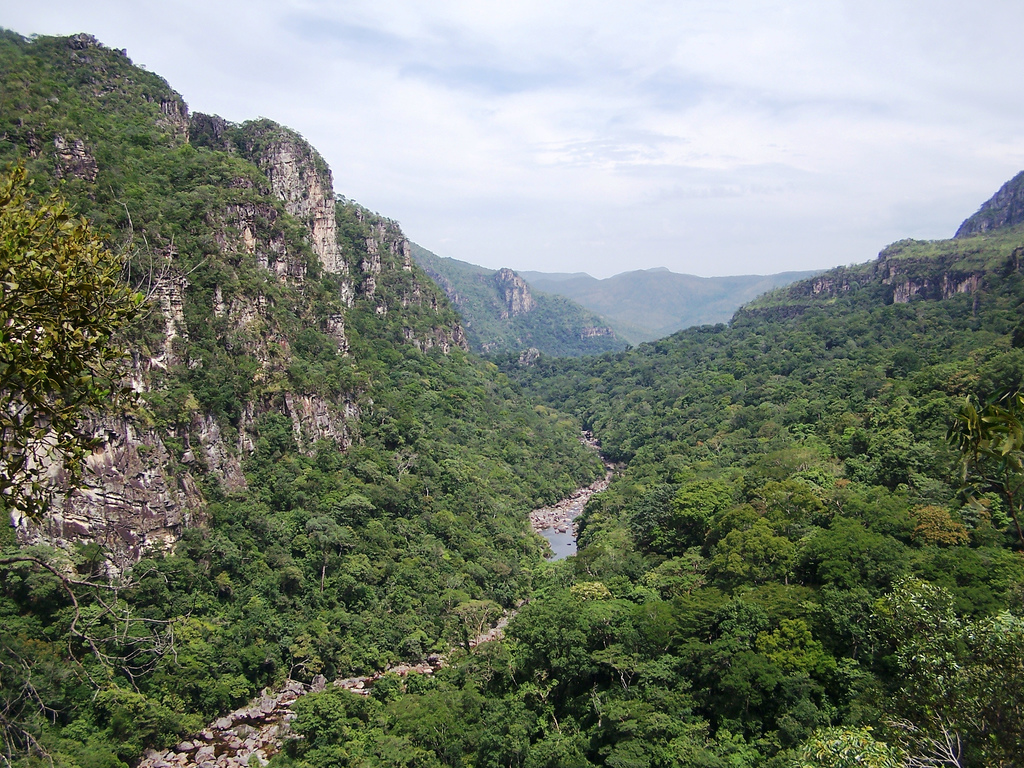
Nationalparken Chapada dos Veadeiros.

## Natur
Goias ligger i savannregionen Cerrado med rikt växt- och djurliv. Det finns två nationalparker: Chapada dos Veadeiros i norr och Emas i sydväst.

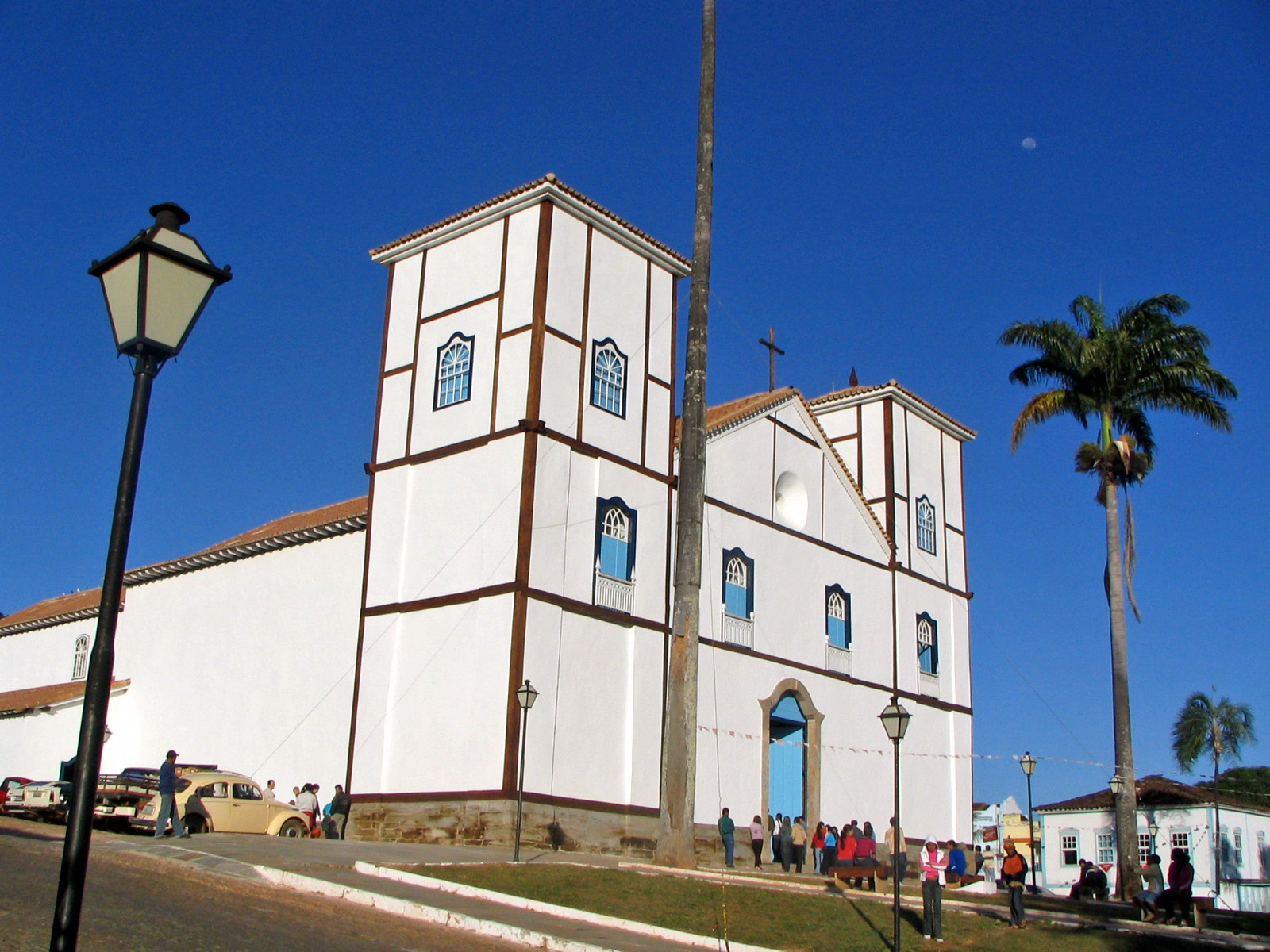
Pirenópolis äldsta kyrka, byggd 1728.

## Turism
Turismen spelar en underordnad roll i Goiás. Nämnas kan:
- Kolonialstäderna Cicade de Goiás (även kallad Goiás eller Goiás Velho), en tidigare provinshuvudstad som är skyddad som Unesco-världskulturarv sedan 2002, och Pirenópolis.
- Caldas Novas och Rio Quente med varma källor.[2]

## Ekonomi
Tjänstesektorn är den största komponenten av BNP på 43,9% följt av industrisektorn på 35,4%. Jordbruket representerade 20,7% av BNP 2004. Goiás-export bestod av sojabönor 49,2%, kött av nötkreatur 10,5%, guld 9,1%, annat kött 7,5%, järn 7,4%, läder 4% 2002. Andel av den brasilianska ekonomin: 2,4% (2005).
Jordbruket representerade totalt 21% av statens BNP. Tillståndet Goiás utmärker sig i produktionen av sockerrör, majs, sojaböna, sorghum, böna, solros, tomat, vitlök, förutom att även producera bomull, ris, kaffe och vete. År 2019 var Goiás den brasilianska staten med den fjärde högsta spannmålsproduktionen, 10% av den nationella produktionen. Goiás är den näst största producenten av sockerrör i landet, 11,3% av den nationella produktionen, med 75,7 miljoner ton skördade under skörden 2019/20. Samma år var det den fjärde största sojaböna producenten med 12,46 miljoner ton. Det har det nationella ledarskapet i produktionen av sorghum: den producerade 44% av den brasilianska grödproduktionen under cykeln 2019/2020, med en skörd på 1,09 miljoner ton. 2017 var det den fjärde största producenten av majs i landet. Staten är också den brasilianska ledaren inom tomat produktion: 2019 producerade den över 1,2 miljoner ton, en tredjedel av landets totala produktion. År 2019 blev Goiás ledare för den brasilianska produktionen av vitlök. Goiás var den fjärde största producenten av bönor i Brasilien under skörden 2017/18, med 374 tusen ton, och har cirka 10% av landets produktion. Staten ligger också på 3:e plats i den nationella bomull produktionen, men det mesta av den nationella produktionen kommer från Mato Grosso och Bahia - Goiás har bara 2,3% av deltagandet. I solros var Goiás 2020 den näst största nationella producenten, med 41,8% och förlorade bara från Mato Grosso. I ris är Goiás den 8:e största producenten i Brasilien, med 1% av den nationella produktionen.
Goiás är ledande i landet inom grödor. 2016 hade Goiás den tredje största nötkreatur besättningen i Brasilien: 22,6 miljoner nötkreatur. Antalet grisar i Goiás var ungefär 2,0 miljoner personer under 2015. Staten hade den sjätte största brasilianska besättningen, 5% av den nationella besättningen. Bland de kommuner i Goiás som stod ut, hade Rio Verde den tredje största nationella befolkningen. 2016 var Goiás den fjärde största mjölk -producenten och stod för 10,1% av landets mjölkproduktion. Antalet kycklingar i staten var 64,2 miljoner per år 2015. Produktionen av kyckling ägg i år var 188 miljoner dussintals. Goiás var den nionde största äggproducenten, 5% av den nationella produktionen.
Mineraler är också viktiga eftersom staten är en stor producent av nickel, koppar, guld, niobium och aluminium (bauxit). Goiás hade 4,58% av det nationella mineraldeltagandet (3:e plats i landet) 2017. På nickel är Goiás och Pará de enda två producenterna i landet, Goiás hade den största produktionen, efter att ha erhållit 154 tusen ton till ett värde av R $ 1,4 miljarder. I koppar var det den näst största producenten i landet, med 242 tusen ton, till ett värde av R $ 1,4 miljarder. I guld var det den fjärde största tillverkaren i landet, med 10,2 ton, till ett värde av 823 miljoner dollar. I niobium (i form av pyroklorin) var det den näst största producenten i landet, med 27 tusen ton, till ett värde av R $ 312 miljoner. I aluminium (bauxit) var det den tredje största producenten i landet, med 766 tusen ton, till ett värde av R $ 51 miljoner.
I ädelstenar är Goiás en av de smaragdproducerande staterna i Brasilien. Campos Verdes betraktas som "Emeralds Capital". Staten har också känt produktionen av turmaliner (Brasilien är en av de största tillverkarna av denna pärla) och safir (i ett knappa läge).

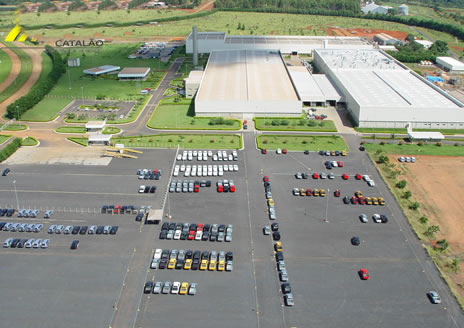
Mitsubishi-anläggningen i Catalão.

Goiás hade 2017 en industriell BNP på 37,1 miljarder dollar, motsvarande 3,1% av den nationella industrin. Det har 302 952 anställda i branschen. De viktigaste industrisektorerna är: Bygg (25,6%), Livsmedel (25,2%), Industriella allmännyttiga tjänster, såsom el och vatten (17,2%), Petroleumprodukter och biobränslen (7,4%) och Kemikalier (3,7%). Dessa 5 sektorer koncentrerar 79,1% av statens industri.
Goiânia och Aparecida de Goiânia har blivit centra för livsmedelsindustrin, Anápolis för farmaceutiska fabriker. Rio Verde, i sydväst, är en av de snabbast växande små städerna med många nya industrier lokaliserade i området och Catalão är ett metall-mekaniskt och kemiskt centrum.
I Brasilien representerar fordon sektorn nära 22% av den industriella BNP. Goiás har Mitsubishi, Suzuki och Hyundai fabriker.